# Teleac (okręg Bihor)
Teleac – wieś w Rumunii, w okręgu Bihor, w gminie Budureasa. W 2011 roku liczyła 160 mieszkańców.